# Bityla thoracica
Bityla thoracica är en fjärilsart som beskrevs av Walker 1865. Bityla thoracica ingår i släktet Bityla och familjen nattflyn. Inga underarter finns listade i Catalogue of Life.